# José Pereira da Cunha da Silveira e Sousa
José Pereira da Cunha da Silveira e Sousa (Velas, 11 de Dezembro de 1823 — Velas, 20 de Fevereiro de 1912) foi um político e rico proprietário açoriano, da ilha de São Jorge, bacharel em Filosofia pela Universidade de Coimbra, que, entre outras funções, foi deputado às Cortes e líder político do Partido Histórico na sua ilha natal e por diversas vezes presidente da Câmara Municipal de Velas.

## Biografia
José Pereira da Cunha da Silveira e Sousa era filho de Joana José Álvares de Sousa e de José Pereira da Cunha da Silveira, pertencente à família dos Cunha da Silveira, os mais ricos proprietários da ilha de São Jorge e uma família que tinha dominado a política jorgense desde a implantação do liberalismo. A sua influência era tal, prolongando-se até ao primeiro quartel do século XX, que se podia afirmar que determinavam os destinos políticos da ilha.
Depois de estudos preparatórios nas Velas e em Angra do Heroísmo, José Pereira da Cunha da Silveira e Sousa ingressou na Faculdade de Filosofia da Universidade de Coimbra, tendo concluído o respectivo bacharelato em 1850. Entretanto herdou os morgadios e demais propriedades dos seus tios paternos e maternos, transformando-se no maior terratenente da ilha de São Jorge e num dos mais ricos capitalistas do distrito de Angra do Heroísmo, detentor de uma fortuna que o fazia sobressair no contexto açoriano. Era fidalgo da Casa Real e era membro do Conselho de Estado.
Casou em 4 de Janeiro de 1861 com Brites Vitória de Abreu dos Reis Duarte, filha de José Nunes dos Reis Duarte, um desembargador da Relação do Porto. Deste casamento nasceu José Pereira da Cunha da Silveira e Sousa Júnior, que também foi deputado, e Brites da Cunha da Silveira, que casou com o deputado regenerador terceirense Emídio Lino da Silva Júnior, fortalecendo a ligação política e económica da família com um dos principais clãs do comércio e da política da cidade de Angra do Heroísmo. Esta ligação explica a eleição pelo círculo das Velas do ex-ministro regenerador Jacinto Cândido da Silva, irmão de Emídio Lino, depois de ter perdido o apoio regenerador em Angra.
Foi líder do Partido Histórico na ilha de São Jorge durante as décadas de 1850 e 1860, exercendo nesse período o cargo de presidente da Câmara Municipal da Calheta (de 1852 a 1854), de administrador do concelho da Calheta e, por diversas vezes, de presidente da Câmara Municipal das Velas. Também nesse período foi eleito deputado pelo círculo uninominal das Velas nas eleições gerais de 1868 e de 1869, nas listas do Partido Histórico. A sua participação parlamentar foi modesta, limitando-se à apresentação de requerimentos relacionados com o seu círculo. Apesar disso, ficou-se-lhe a dever a cedência à Santa Casa da Misericórdia das Velas da igreja e convento de São Francisco, nas Velas. Hoje aquele imóvel, propriedade daquela Misericórdia, alberga o Centro de Saúde das Velas.
Assumindo-se como um dos principais mecenas de São Jorge, promoveu em 1854 a criação, na freguesia da Ribeira Seca, da primeira filarmónica que houve na ilha, adquirindo e oferecendo o instrumental. Também ofereceu o instrumental para a fundação, em 1864 da Filarmónica União Velense, na vila das Velas. Interessado pela cultura, adquiriu o extinto Convento do Rosário, nas Velas, fundando no recinto do mesmo o Club Velense (1859), que se extinguiria em 1873. Também se lhe deve a construção do Teatro Velense, inaugurado em 1865, onde durante cerca de 80 anos, se realizaram espectáculos diversos.
Foi quando presidiu à Câmara Municipal das Velas que foi conseguida a iluminação pública das ruas da vila com candeeiros a petróleo, inaugurada na noite de 1 de Janeiro de 1877. Também nessas funções, e integrado nas comemorações do 4.º Centenário do Descobrimento do Caminho Marítimo para a Índia, promoveu a construção do coreto que ainda hoje embeleza o Jardim das Velas. Por essas razões, a vila das Velas dedica-lhe a toponímia de uma das suas principais ruas.
Após o Pacto da Granja, optou pelo Partido Progressista, mas, na década de 1880, foi-se afastando progressivamente das suas hostes, acabando por ingressar no Partido Regenerador, levando consigo boa parte do eleitorado local.
Cedeu o seu lugar na política ao filho José Pereira da Cunha da Silveira e Sousa Júnior e ao genro, dedicando-se à administração das suas vastas propriedades. Neste âmbito deve-se-lhe a construção da ermida de São José, inaugurada em 1859 no lugar de Toledo, então um dos locais mais isolados dos Açores e onde quase toda a terra era sua propriedade. A sua casa nas Velas é um dos melhores exemplares da arquitectura açoriana do século XIX.